# 绘森彩
繪森彩（日语：／ Emori Aya，2004年2月23日—）是日本山梨縣出身的女性聲優，为BOX CORPORATION所属的藝人。

## 人物简历
2022年5月12日，宣布成为学园偶像团体Liella!二期生成员。

## 出演作品
※ 粗体字为主要角色

### 电视动画
2022年
- Love Live! Superstar!!（第2期）（鬼塚夏美）

2024年
- Love Live! Superstar!!（第3期）（鬼塚夏美[2]）